# أسامة حسين
أسامة حسين سلطان عبد الله ، من مواليد 11 أغسطس 1970، لاعب كرة قدم كويتي سابق.

## عن حياته
بدأ مسيرته الكروية مع نادي العربي الكويتي في عام 1986 ، ولعب معهم حتى 30 مايو 2002 ، وقد حقق معهم العديد من الإنجازات، حيث فاز بلقب الدوري الكويتي خمسة مرات، وفاز بلقب كأس الأمير أربعة مرات، وفاز بلقب كأس ولي العهد أربعة مرات.
لعب مع منتخب الكويت لكرة القدم منذ عام 1990 وحتى عام 2001 ، وقد استدعاه المدرب لويس فيليب سكولاري إلى المنتخب في عام 1990 لخوض بطولة كأس الخليج 1990، وقد لعب مع منتخب الكويت لكرة القدم 95 مباراة دولية، وقد حقق معهم العديد من الإنجازات، ففاز بكأس الخليج ثلاثة مرات في أعوام 1990 و1996 و1998.

## إنجازاته

### مع النادي
- كأس الأمير (أربعة مرات) : كأس الأمير 1991/1992 وكأس الأمير 1995/1996 وكأس الأمير 1998/1999 وكأس الأمير 1999/2000.
- الدوري الكويتي (خمسة مرات) : الدوري الكويتي 1987/1988 والدوري الكويتي 1988/1989 والدوري الكويتي 1992/1993 والدوري الكويتي 1996/1997 والدوري الكويتي 2001/2002.
- كأس ولي العهد (أربعة مرات) : كأس ولي العهد 1995/1996 وكأس ولي العهد 1996/1997 وكأس ولي العهد 1998/1999 وكأس ولي العهد 1999/2000.

### مع المنتخب
- كأس الخليج (ثلاث مرات) : كأس الخليج 1990 وكأس الخليج 1996 وكأس الخليج 1998.

## بعد الاعتزال
- يتولى حاليا مهمة مدير منتخب الكويت لكرة القدم.

## المصدر
مقابلة مع أسامة حسين

## روابط خارجية
- أسامة حسين على موقع الاتحاد الدولي (مؤرشف)  (الإنجليزية)
- أسامة حسين على موقع ناشيونال فوتبول تيمز (الإنجليزية)
- أسامة حسين على موقع أوليمبيديا (الإنجليزية)